# Ernst Herbst
Ernst Herbst (15. prosince 1850 Lvov – 22. prosince 1922 Vídeň) byl rakouský politik německé národnosti působící v Čechách. Na konci 19. století byl poslancem Říšské rady (celostátní zákonodárný sbor).

## Biografie
Narodil se 15. prosince 1850 ve Lvově v Haliči jako syn významného sudetoněmeckého politika Eduarda Herbsta. Byl majitelem statku v Kundraticích u Hartmanic.
Ve volbách v roce 1895 byl zvolen v kurii venkovských obcí (volební obvod Nýrsko) do Českého zemského sněmu jako německý liberál (Německá pokroková strana, liberálně a centralisticky orientovaná, odmítající federalistické aspirace neněmeckých etnik). Na konci 19. století se zapojil i do celostátní politiky. Ve volbách do Říšské rady roku 1897 byl zvolen za všeobecnou kurii, 16. volební obvod: Budějovice, Jindřichův Hradec atd. V roce 1897 se profesně uvádí jako majitel statku v Kundraticích.
Koncem 19. století zasedal v komitétu pro stavbu Pootavské dráhy, který se neúspěšně snažil docílit železničního spojení pro město Kašperské Hory. V roce 1914 je zmiňován jako předseda německého národnostního spolku v jižních Čechách Deutscher Böhmerwaldbund.
V srpnu 1914 ho postihla rodinná tragédie, když jeho syn Günther Herbst padl na severním bojišti v první světové válce.
Ernst Herbst zemřel v prosinci 1922 ve Vídni ve věku 73 let.